# The House of a Thousand Scandals
Pour plus de détails, voir Fiche technique et Distribution.
The House of a Thousand Scandals est un film muet américain réalisé par Tom Ricketts et sorti en 1915.

## Fiche technique
- Titre : The House of a Thousand Scandals
- Réalisation : Tom Ricketts
- Scénario : Tom Ricketts, d'après une histoire de Theodosia Harris
- Photographie :
- Montage :
- Producteur :
- Société de production : American Film Manufacturing Company
- Société de distribution : Mutual Film
- Pays d'origine :  États-Unis
- Langue : film muet avec les intertitres en anglais
- Format : Noir et blanc — 35 mm — 1,33:1 — Muet
- Genre : Film dramatique
- Durée : 40 minutes
- Dates de sortie : 
  -  États-Unis : 23 septembre 1915

## Distribution
- Harold Lockwood : John Wright
- May Allison : Martha Hobbs
- Mrs. Tom Ricketts : Greta Carr
- William Ehfe :
- Hal Clements :
- Bessie Banks :
- Perry Banks :